# Nosila je žutu vrpcu
Nosila je žutu vrpcu (eng. She Wore a Yellow Ribbon) je vestern Johna Forda iz 1949. s Johnom Wayneom u glavnoj ulozi. Film je drugi dio trilogije fokusirane na američku konjicu, a druga dva filma su Fort Apache (1948.) i Rio Grande (1950.). S budžetom od 1,6 milijuna dolara, film je bio jedan od najskupljih vesterna tog vremena, ali je postao veliki hit za studio RKO i ostao klasik do danas.
Film je sniman u Monument Valleyju, na južnoj granici Utaha. Snimatelj Winton Hoch osvojio je Oscara 1950. za najbolju snimku u boji. Ford i Hoch temeljili su snimke iz filma na slikama i kipovima Frederica Remingtona.

## Radnja
Zapovjednik konjice pred mirovinom, vremešni Nathan Brittles (John Wayne), suočen je sa serijom indijanskih napada nakon poraza generala Custera. Brittles nije spreman žrtvovati svoje vojnike uzalud i sam odlazi indijanskom poglavici Konju Koji Hoda kako bi dogovorio primirje.

## Glumci
| Actor                      | Role                           |
| -------------------------- | ------------------------------ |
| John Wayne                 | Satnik Nathan Cutting Brittles |
| Joanne Dru                 | Olivia Dandridge               |
| John Agar                  | Poručnik Flint Cohill          |
| Ben Johnson                | Narednik Tyree                 |
| Harry Carey Jr.            | Poručnik Ross Penell           |
| Victor McLaglen            | Narednik Quincannon            |
| Mildred Natwick            | Abby Allshard                  |
| George O'Brien             | Bojnik Mac Allshard            |
| Arthur Shields             | Dr. O'Laughlin                 |
| Michael Dugan              | Narednik Hochbauer             |
| Poglavica John Veliko Drvo | Poglavica Konj Koji Hoda       |
| Fred Graham                | Narednik Hench                 |
| Poglavica Nebeski Orao     | Poglavica Nebeski Orao         |
| Tom Tyler                  | Kaplar Mike Quayne             |
| Noble Johnson              | Poglavica Crvena Košulja       |
| Poglavica Tahachee         | Poglavica Tahachee             |

## Vanjske poveznice
- Nosila je žutu vrpcu u internetskoj bazi filmova IMDb-a